# 平井元喜
平井 元喜（ひらい もとき、1973年3月11日 - ）は、イギリスを拠点に活動する東京都渋谷区出身のピアニスト、また作曲家。

## 略歴
1973年、チェリスト平井丈一朗の次男として東京に生まれる。兄は指揮者で作曲家の平井秀明。
幼いころより祖父である平井康三郎にピアノ、作曲、室内楽など音楽全般を、桐朋学園大学ヴァイオリン科名誉教授であった祖母の平井友美子にヴァイオリンを学ぶ。中学時代より演奏活動を開始するが、当の本人は音楽と無関係である桐朋高校を経て、慶應義塾大学文学部哲学科で美学美術史を学ぶ。しかし卒業後1996年にイギリスに渡り、英国王立音楽大学大学院ピアノ科に入学し本格的に演奏活動を開始する。1999年に“サー・ジャック・ライオンズ音楽賞”を受賞。翌年、2000年にはロンドン・シティー大学で修士課程を修了する。
現在イギリスを拠点に世界各地で演奏を行うほか、作曲家としても活動している。

## 活動内容

### 演奏活動
イギリス国内ではロンドンのウィグモア・ホールにてたびたび演奏するほか、アジア、アメリカ、ヨーロッパと世界各国でリサイタル、コンサートを行っている。最近では、プラハのスメタナ・ホールにてチェコ・ヴイルトゥオージ室内管弦楽団と共演。東京では紀尾井ホール、東京文化会館、浜離宮朝日ホール、津田ホール、王子ホールなどでリサイタルを開催した。また2011年はニューヨークのカーネギー・ホールにてリサイタルを行う。室内楽演奏者としても活動している。
また、国際文化交流・平和・環境・医療・教育問題にも関心が高く、外務省及び国際交流基金の派遣で世界各地の親善コンサートや平和コンサートで演奏するほか、ユネスコ、ユニセフ、赤十字社などを通じて各種チャリティーコンサートも行っている。そのほか、2007年より「日本の絵本を世界へ」と題して映像・朗読に平井自身が作曲した音楽を組み込ませるという形で童話絵本を紹介する国際文化交流・教育プロジェクトも行っている。

### 作曲活動
ピアノ曲、室内楽曲、歌曲から映画音楽まで幅広く作曲を行っており、その作品はNHKホール、東京オペラシティなどの日本の音楽ホールをはじめ、ニューヨーク、ロンドン、バルセロナ、パリ、プラハなど各地で演奏されている。2007年・2008年にはイギリスのチェルシー・フラワー・ショーで音楽を担当した。

## CD&主要作品

### CD
- 平井元喜ピアノ作品集 CANTO AMOROSO (2006/2009)
- 平井丈一朗リサイタルライブ(2000)
- 平井丈一朗演奏活動50周年記念チェロコンサート(2005)
- さわりで覚えるクラシックピアノ名曲50選（2005)

### ピアノソロ作品
- ポルカ「金婚式に捧ぐ」（1986）
- 3つのワルツ風即興曲（1987）
- 旅の記憶（1987）
- グリーグへのオマージュ（1987/2007）
- ハンガリー風即興曲（1988）
- 古代の歌（1988）
- ワルツ 第15番（1988）
- あめりか物語（1988）
- 仏舎利（1988）
- Chorale without Words（1988）
- 天使のプレリュード（1989）
- 伝説（1989）
- マズルカ第7番（1989）
- 絵画的幻想（1990）
- 追憶のプレリュード 第1番（1991）
- 追憶のプレリュード 第2番（1991）
- 追憶のプレリュード 第3番（1991）
- Mélodie（1992）
- マルティニック島の女（1993）
- 哀しみのワルツ ～亡き親友のために～（1993）
- Canto Amoroso（1994）
- 組曲「日本の情景」（2005）
- Gratitude（2008）
- ショパンへのオマージュ（1988/1999/2010）

### ピアノ&朗読
- 酒、歌、煙草、また女（2008）～佐藤春夫の詩による～

### ピアノ連弾作品
- Initiation – 20本指のための不機嫌なエチュード（2008)
- Fragment for ‘Piano 4 Hands’(2008)
- ショパンへのオマージュ（2008/2010）

### ヴァイオリン作品
- 言霊I ― Voices of Nature（2007） ～ヴァイオリンとピアノのための～
- 「組曲」（2007） ～2台ヴァイオリンのための～
- 言霊 II – Voices of Nature （2008）～無伴奏ヴァイオリンのための～
- 狂言（1984）～無伴奏ヴァイオリンのための～
- ソナタ（1985/未完）～無伴奏ヴァイオリンのための～
- ヴァイオリン協奏曲（1983/未完）

### チェロ作品
- Mélodie（2006）～チェロとピアノのための～

### 弦楽トリオ
- 『組曲』 ～ヴァイオリンとヴィオラとチェロのための～

### ピアノトリオ
- 『組曲』 ～ピアノと2台ヴァイオリンのための～

### 打楽器
- ベートーヴェン「第九」の主題による練習曲 ～2台のマリンバと3つのパーカッションのための～（1984）

### 合唱曲
- コラール（1985）
- ヴォーカリース（1988）

### 編曲作品
- アリオーソ（J.S.バッハ～平井元喜 編曲）～ピアノソロ～
- ラルゴ（ヴィヴァディ～平井元喜 編曲）～ピアノソロ～
- ラルゴ（ヴィヴァディ～平井元喜 編曲）～ヴァイオリン(又はフルート)とピアノ～
- ラルゴ（ヴィヴァディ～平井元喜 編曲）～チェロとピアノ～
- 5つの歌（ニールセン～平井元喜 編曲）～ヴァイオリンとピアノのための～